# Matt Bushell
Matthew David „Matt” Bushell (ur. 8 stycznia 1974 we Framingham) – amerykański aktor filmowy i telewizyjny.
Znany z drugoplanowych ról w filmach Miłosne gierki (Leatherheads, 2008), Shelter (2007) i Zmierzch (Twilight, 2008) oraz licznych, gościnnych występów w popularnych amerykańskich serialach telewizyjnych.

## Filmografia

### Filmy
- 2001: Way Cool? jako Matt
- 2003: The Pool at Maddy Breaker's jako Roger
- 2003: The Seventh Man jako szeregowy Borinski
- 2004: Straight-Jacket jako kretyn #2
- 2005: Somebody Else jako Ryan
- 2005: Headhunter jako Scott
- 2006: Za linią wroga II: Oś zła (Behind Enemy Lines: Axis of Evil) jako bosman sztabowy Neil „Spaz” Calahan
- 2007: Shelter jako Alan
- 2008: Miłosne gierki (Leatherheads) jako Curly
- 2008: Dark Reel jako mężczyzna w bandanie
- 2008: Zmierzch (Twilight) jako Phil Dwyer
- 2009: Rough Hustle jako Dean Black

### Seriale TV
- 2002: Anioł ciemności (Angel) jako strażnik #3
- 2003: Dowody zbrodni (Cold Case) jako młody Butch Rinaldi
- 2003: The Jamie Kennedy Experiment jako Brandon
- 2004: CSI: Kryminalne zagadki Nowego Jorku (CSI: NY) jako Marvin Hummel
- 2004: Nowojorscy gliniarze (NYPD Blue) jako Charlie Isadore
- 2004: 24 godziny (24) jako Cale
- 2005: Agenci NCIS (Navy NCIS: Naval Criminal Investigative Service) jako Porucznik Piechoty Morskiej Rob King
- 2006: Herosi (Heroes) jako pachołek Lindermana
- 2006: Jednostka (The Unit) jako sierżant Burroughs
- 2007: Kryminalne umysły (Criminal Minds) jako Bill Calvert
- 2007-2008: Projekt dziecko jako Neil/manadżer zespołu
- 2008: Raising the Bar jako świadek
- 2008: Gemini Division jako Pete Vacarella
- 2008: CSI: Kryminalne zagadki Miami (CSI: Miami) jako Dan Kirkland
- 2009: Kości (Bones) jako trener Adam Hawthorne
- 2009: Lie to Me jako David Caddick

### Gry komputerowe
- 2007: Medal of Honor: Vanguard – głos(y)